# Alain Lancelot
Pour les articles homonymes, voir Alain Lancelot (homonymie).
Alain Lancelot, né le 12 janvier 1937 à Chêne-Bougeries (Suisse) et mort le 14 décembre 2020 à Vendôme dans le Loir-et-Cher, est un politologue français, ancien membre du Conseil constitutionnel.

## Biographie

### Jeunesse et études
Alain Lancelot naît en 1937. Son père, polyglotte, est officier de marine, issu d'une famille de marins depuis le XVIIe siècle.
Il fait ses études secondaires au lycée Buffon, à Paris. Il intègre l'Institut d'études politiques de Paris à la fin des années 1950 dans ce qui est alors appelé la « classe préparatoire ». Il rencontre sa femme, Marie-Thérèse, à l'IEP. Il sort major de la section Service public de la promotion 1958.
Il devient docteur en science politique en 1967, avec une thèse sur l'« absentéisme électoral » dirigée par René Rémond. Il est docteur d'État en sociologie en 1980.

### Parcours professoral et de recherche
Durant sa scolarité à Sciences Po, Lancelot obtient un poste d'assistant au sein de l'Association française de science politique. Il demeure à ce poste de 1959 à 1962, date à laquelle il devient attaché, puis chargé de recherche au Centre national de la recherche scientifique (1963-1967),. Il sera secrétaire général de l'Association française de science politique de 1970 à 1975.
Parallèlement, alors qu'il effectue ses études doctorales, il devient maître de conférences à l'IEP (1963-1970). Une fois son premier doctorat obtenu, il est nommé directeur d'études et de recherches à la Fondation nationale des sciences politiques, poste qu'il conservera jusqu'en 1999.
Pendant les évènements de Mai 68, il est élu par les maîtres de conférences de l'école pour les représenter au sein d'une commission composée d'étudiants, de représentants des maîtres de conférences, et de représentants des professeurs. Il siège ainsi aux côtés de Jean-Michel Bloch-Lainé, Pierre Gerbet, Pierre Joxe et Jacques Rigaud.
Il est nommé professeur à l'IEP cette année-là, avant d'être élevé au rang de professeur émérite en 1999. Entre 1968 et 1973, il enseigne également à l'Institut d'études politiques de Grenoble (1968-1973). En 1970, il crée un DESS en marketing au sein de l'IEP, qui forme les étudiants souhaitant travailler dans le monde des sondages politiques.
Il est également professeur titulaire des universités, directeur du cycle supérieur de spécialisation en études de marché et stratégie marketing de l'Institut d'études politiques de Paris (1970-1999).
En tant que professeur, Il est invité aux universités de Montréal (1967), d'Alger (1969), d'Ottawa (1972), de New York (1985) et de Florence (1986, 1993).
Il est également directeur du Centre d'étude de la vie politique française contemporaine (FNSP et CNRS) entre 1975 et 1987.

### Parcours professionnel

#### Direction de Sciences Po
Lorsque Michel Gentot annonce ne pas se représenter pour un troisième mandat comme directeur de Sciences Po, il propose, d'un commun accord avec René Rémond, le nom d'Alain Lancelot. Ce dernier est convaincu d'accepter la nomination par Raoul Girardet, dont il avait été l'élève à Sciences Po.
Alain Lancelot est élu directeur de l'IEP de Paris en 1987 avec 22 voix pour et 2 bulletins blancs. Il occupe cette fonction jusqu'en 1996. Il est entouré d'un cabinet composé de Richard Descoings, qu'il nommera ensuite directeur adjoint, Christel Peyrefitte, Philippe Habert, Laurence Parisot et Dominique Reynié.
Alain Lancelot se montre en faveur de l'internationalisation de Sciences Po. Il met en chantier des réformes de l'école dès 1989. Il réintroduit notamment la géographie et la géopolitique, qui avait été délaissée depuis les années 1950. En 1995, l'Atelier de cartographie est créé au sein de l'établissement.
En 1995, Lancelot annonce un plan de réforme de Sciences Po. Il projette de supprimer les bourses étudiantes et de les transformer en des prêts à l'américaine. Le projet contient aussi l'impossibilité pour les étudiants de pouvoir redoubler leur année préparatoire. Cela donne lieu à des manifestations inédites depuis Mai-68 et l'occupation pendant trois jours et trois nuits de l'amphithéâtre Boutmy. Si le calme revient grâce à la médiation de Jean-Paul Fitoussi, Lancelot envisage après cet évènement de quitter la direction de l'école.
Il prépare sa succession en 1996 lorsqu'il sait être nommé au Conseil constitutionnel et choisit Richard Descoings.

#### Autres fonctions
Alain Lancelot occupe différentes fonctions au cours de sa carrière.
Il est codirecteur (1985-1996), directeur scientifique (1996-1999), puis président (depuis 2002) de l'Observatoire interrégional du politique. Il est aussi conseiller scientifique de la Sofres (1967-1999), et membre de la Grande commission du 7e plan de 1979 à 1981.
Il est aussi notamment membre du Conseil national du sida, ainsi que, de 1987 à 1996, membre du conseil d'administration de l'École nationale d'administration.
Il préside le conseil d'administration du Centre international d'études pédagogiques de 1987 à 1996, et est vice-président du Centre de formation des journalistes de 1987 à 1996.
En tant que politologue, il est nommé membre de la commission de réforme du mode de scrutin et du comité consultatif pour la révision de la Constitution (1992-1993).
Le 10 avril 1996, il est nommé membre du Conseil constitutionnel. Il conserve ces fonctions jusqu'au 11 mars 2001. À l'occasion de la publication des comptes rendus des séances du Conseil pour 1999, sa prise de position contre le PACS est relevée par la presse, qui constate son caractère homophobe.
Il est également membre du conseil d'administration de la Fondation nationale des sciences politiques (1987-1996 et à partir de 2001).
À partir de 2001, il est membre du comité stratégique de l'Union française de l'électricité. À partir de l'année suivante, il est membre du conseil des élections démocratiques du Conseil de l'Europe, membre suppléant de la commission de Venise du Conseil de l'Europe, et membre du conseil d'administration de la fondation Robert-Schuman.

## Décorations
- Grand officier de la Légion d'honneur (2004)[24]
- Officier de l'ordre national du Mérite[25]
- Officier de l'ordre des Palmes académiques[25]
- Officier de l'ordre des Arts et des Lettres[25]
- Officier de l'ordre du Mérite de la République fédérale d'Allemagne[25]
- Chevalier de l'ordre du Mérite de la République italienne[25]

## Publications
- La Participation des Français à la politique (1961)
- Les Attitudes politiques (1962)
- L'Abstentionnisme électoral en France (1968)
- La Vie politique en France depuis 1940 (1975)
- Les Élections sous la Ve République (1983)
- Annuaire de la France politique (1984 et 1985)